# Martin Thönen

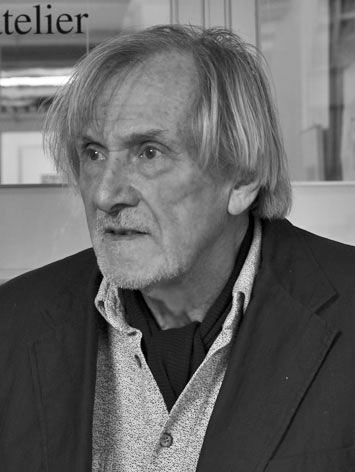
Martin Thönen an seiner Ausstellung in Bern im Dezember 2016, Foto: Thomas Seilnacht

Martin Thönen (* 5. Juni 1942 in Thun) ist ein Schweizer Holzschneider und Grafiker.

## Leben
Martin Thönen wuchs zusammen mit seinen beiden Brüdern in Thun auf, wo er die Schule besuchte. Seine Eltern waren Charles Thönen und Marie Mathilde Thönen-Gaberelle. Ein Schlüsselerlebnis war für den Vierzehnjährigen ein Besuch beim Zirkus Nock: Als er dem Clown hinter dem Zirkuszelt zusah, wie dieser Zirkusplakate im Linolschnitt herstellte. Ab 1958 machte er eine Lehre als Schriftsetzer in Unterseen und in der Kunstgewerbeschule in Bern (heute Schule für Gestaltung). Es folgten Tätigkeiten als Typograf und Grafiker bei Verlagen und Druckereien in Moutier, Montreux und Genf. Ab 1962 besuchte er zur Weiterbildung die Schulen für Gestaltung in Bern, Vevey und Genf sowie die Fotosatzschule in Essen (Deutschland) und danach die Technikerschule für die Druckindustrie in Bern. Reisen und Studienaufenthalte unternahm er nach Marokko (1965), Ägypten, in den Nahen Osten (1967), Peru (1971) und Indonesien (1978). Aber auch das naheliegende Emmental besuchte er häufig.
1965 erwarb Thönen die erste eigene Druckpresse. 1970 heiratete er Edith Schaffer. 1971 wurde er in die internationale Vereinigung der Holzschneider XYLON aufgenommen. Die Edition XYLON 73 (1987) ist ihm gewidmet. Sie enthält acht farbige, figürliche Original-Holzschnitte.
1973 gründeten Martin und Edith Thönen die Galerie Art+Vision in der Altstadt von Bern. Dieser Ort wurde für das Paar zum Lebensmittelpunkt. 1982 erfolgte der nationale und internationale Durchbruch: So konnte er an einer Kollektivausstellung im Künstlerhaus Wien teilnehmen und war an der 10. Kunstausstellung in Trubschachen vertreten.
Ab 1986 druckte Thönen seine Holzschnitte in seinem Druckatelier und Verlag TypoPresse in Schmitten. Bei diesem Verlag erschien 1989 ein Buch von Marc Kuhn über Thönens jährlich erscheinende Holzschnitt-Kalender. 1997 erfolgte die Aufnahme durch Juryentscheid in die Gilde Schweizer Bergmaler (GSBM). Bei den dortigen Jahresausstellungen zeigte er zum Beispiel 2007 im Alpinen Museum in Zermatt den Holzschnitt Matterhorn. Im Jahr 2000 erschien ein Buch von Katja Nau über Thönen. 2005 stellte er im Rahmen der internationalen Ausstellung der Xylon im Spendhaus in Reutlingen aus. Von 2000 bis 2008 war Thönen Präsident der XYLON. Er ist auch Mitglied im Schweizer Berufsverband Visarte (früher GSMBA).

## Werk
Thönen ist ein bedeutender Schweizer Holzschneider. Seit 1966 druckt er jährlich einen Kalender mit 13 verschiedenen Original-Holzschnitten. Es sind mehr als 50 Editionen mit jeweils einem anderen Thema erschienen. Die erste Kalender-Ausgabe für das Jahr 1966 war dem Thema Marokko gewidmet. Themen wie Wasser (1990), Wolken (1991), Wald (1995), Farn (1996), Schilf (2000) und Mangroven (2017) werden vom Holzschneider in typischer Art und Weise bearbeitet. Die Holzschnitte sind poetische Kompositionen, die in ihren verschlungenen Linien und Formen das Wesentliche einer Landschaft, eines Materials oder eines Körpers hervorheben. Sie sind mehrfarbig angelegt. Wie bei Franz Bucher werden die Landschaften zu magischen Landschaften und organische Motive erscheinen lebendig. Seine Darstellungen bezeugen „Freiheit und Fantasie“.
Von Bedeutung sind auch Thönens bibliophile Buch- und Mappenwerke. 1989 erhielt er dafür einen Preis beim Wettbewerb zu den „schönsten Schweizer Büchern“. Besonders hervorzuheben ist die Herausgabe der 20 Liebesgedichte von Pablo Neruda aus dem Jahr 2001. Die grossformatige Ausgabe in deutscher und spanischer Sprache ist auf edlem Papier gedruckt, die 20 Holzschnitte mit erotischen Darstellungen sind genauso leidenschaftlich wie die Gedichte des grossen Lyrikers. Eine bemerkenswerte Arbeit ist auch das bibliophile Werk TanzZeit aus dem Jahr 2011. Hierfür fertigte er 150 Figuren in einzelnen Druckstöcken an. Pro Blatt wurden bis zu 12 Figuren kombiniert. Durch die übereinander gedruckten Figuren werden Bewegungen dargestellt, die „einem bestimmten Tanz zugeordnet werden“.
Die 1982 in Trubschachen ausgestellten zweieinhalb Meter breiten und fünfteiligen Panoramen setzen Massstäbe in der Holschneidertechnik.  Ein weiteres fünfteiliges Werk, Schrattenfluh, wurde 1978 vom Kunstverein Amt Entlebuch in der Kantonsschule Schüpfheim der Öffentlichkeit präsentiert. Für die fünfteiligen Panoramen mussten jeweils fünfzehn grosse Holzplatten geschnitten werden. Thönen hat insgesamt etwa 3000 Druckstöcke angefertigt.

## Galerist und Lehrer
In ihrer Galerie in Bern stellten Martin und Edith Thönen zahlreiche andere Holzschneider aus, zum Beispiel Frans Masereel (1973), Etienne Clare (1975), HAP Grieshaber (1989), Utagawa Hiroshige (1993), Ernst Ramseier (2001), Alice Gafner (2011) oder Franz Bucher (2012).
Von 2000 bis 2008 unterrichtete Thönen im Lehrauftrag an der Hochschule der Künste Bern und bis 2009 an der Schule für Gestaltung Bern und Biel. Dort konnte er das alte Handwerk an die junge Generation weitergeben. Thönen erteilte bis 2010 zudem Kurse an der Migros-Schule M-Art. Aus den Schülern dieser Kurse entwickelte sich 1974 die Gruppe Druckstock. Ebenso gab er in der Thuner Malschule von 1990 bis zur Schliessung im Jahr 2016 zahlreiche Holzschnitt-Kurse.

## Einzelausstellungen (Auswahl)
- 1978 Galerie Bad Schinznach AG[19][20]
- 1982 Kunstmuseum Thun Transparenzen
- 1982–1986 Galerie Planque, Lausanne
- 1990, 2009 und 2015 Galerie Rosengarten, Thun
- 1991 Galerie 4, Basel
- 1992 Galerie Farb, Worb
- 1994, 2001 und 2008 La Hotte, Les Diablerets
- 1996 Kulturraum, Littau LU
- 1996 und 2004 Sieberhuus, Lyss
- 2006 Galerie du Château de Vullierens
- 2007 und 2016 Galerie du Musée de Payerne

## Kollektivausstellungen (Auswahl)
- 1975 Ausstellung der GSMBA, Sektion Bern und Kunstsammlung der Stadt Thun im Thunerhof, Schloss Schadau und Stadtparks, Thun
- 1976 14. Exposition suisse d’art alpin, Musée Jenisch Vevey, Club Alpin Suisse
- 1979 Kloster St. Katharina (St. Gallen)
- 1982 Internationaler Holzschnitt, Künstlerhaus Wien
- 1982 10. Ausstellung in Trubschachen[21]
- 1986 17. Esposizione svizzera d’arte alpina, Villa Malpensata, Lugano
- 1989 IX Bienal International De Arte, Valparaiso Chile
- 1989 Schweizer Holzschnitt - heute, Gewerbemuseum Winterthur (Xylon-Ausstellung)
- 1998 5. Kunstausstellung, Hondrich (u. a. mit Fred Stauffer, Paul Freiburghaus, Knud Jacobsen)
- 2001 Art Forum, Montreux
- 2005 Internationale Ausstellung der Xylon im Spendhaus Reutlingen, sowie in Winterthur, St. Pölten, Chemnitz, Mistelbach, Landeck und Schwetzingen[22]
- 2010 Triennale de Chamalieres
- 2011 Jubeldruck Xylon, St. Gallen und Kunsthaus Grenchen
- 2012 Jahresausstellung der GSBM, Kunsthalle Ziegelhütte, Appenzell[23]
- 2015 When Continents Meet, Ashok Jain Gallery, New York[24]

## Preise und Auszeichnungen
- 1965 und 1966 Eidgenössisches Stipendium für angewandte Kunst
- 1965 Stipendium des Migros-Genossenschafts-Bundes, Zürich
- 1967 Prix du salon des Jeunes, Genf
- 1989 Die schönsten Schweizer Bücher

## Werke in Sammlungen (Auswahl)
- Schweizerische Landesbibliothek, Bern
- Kanton Bern
- Kunstsammlung der Stadt Thun
- Kunsthallen, Uppsala
- Gewerbemuseum, Basel
- Musée Le Locle
- Ville de Genève
- Schweizerisches Institut für Kunstwissenschaft, Zürich
- Städtisches Kunstmuseum Spendhaus, Reutlingen
- Musée de Payerne